# FK Minija Kretinga
El FK Minja Kretinga es un equipo de fútbol de Lituania que juega en la 2 Lyga, la tercera división de fútbol en el país.

## Historia
Fue fundado en el año 1923 en la ciudad de Kretinga con el nombre LFLS Kretinga, y han cambiado de nombre en varias ocasiones, las cuales han sido:
- 1923-31 : LFLS
- 1931-36 : Saulys
- 1936-46 : Zemaitis
- 1946-54 : Zalgiris
- 1954-58 : Kooperatininkas
- 1958-61 : Melioratorius
- 1961-62 : Laisve
- 1962-2016 : Minija

Durante el periodo soviético el club permaneció sin nada destacado que decir, solo ganando un título de la tercera categoría soviética de Lituania en la década de los años 1960s y una copa nacional en la misma década aunque jugó 20 temporadas en la máxima categoría.
Tras la independencia de Lituania luego de la caída de la Unión Soviética en 1990, el club fue uno de los equipos fundadores de la 2 Lyga, siendo el primer campeón de su grupo en la categoría, y dos años después juega por primera vez en la A Lyga en la temporada de 1992/93 en donde termina en último lugar entre 14 equipos, descendiendo a la 1 Lyga.

## Palmarés
- 2 Lyga: 1

1990
- Tercera Liga Soviética de Lituania: 1

1962
- Copa de Lituania: 1

1962